# Star dog
Star dog er en eksperimentalfilm fra 1991 instrueret af Jens Tang efter manuskript af Paw Eg.

## Handling
Nu taber du det igen, dette er skyggernes nadver. Det skal du ikke have så svært ved at vænne dig til. Ofte har vi tænkt på nadveren som vendepunkt.